# غاري غرين (مدير فني)
غاري غرين (بالإنجليزية: Gary Green)‏ هو مدير فني أمريكي، ولد في 23 أغسطس 1953.

## وصلات خارجية
- غاري غرين على موقع HockeyDB.com (الإنجليزية)